# Waroch I
Waroch I (in lingua bretone: Gwereg; in lingua francese antica: Guérech; circa 500 – monastero di santa Ninnoc, 550) è stato un sovrano celto,  primo conte dei Bro Wened, identificati anche col nome Vannetais, nella Bretagna meridionale.

## Biografia
Waroch I controllava l'entroterra della regione precedentemente governata dai Galli Veneti, senza aver però guadagnato il controllo della città di Darioritum, odierna Vannes (l’antica Civitas Venetorum). Questa divenne un'enclave gallo-francese nel territorio controllato da Waroch, che successivamente la conquistó, dandole il nome bretone di Gwened (processo linguistico simile alla trasformazione del toponimo romano Venedotia in regno del 
Gwynedd).

Mappa delle regioni tradizionali della Bretagna nel mondo antico. I territori colorati con sfumature di viola corrispondono alla contea di cui Waroch I era sovrano

Secondo alcuni, il nome Waroch I e gli altri nomi con cui il sovrano è nella storia conosciuto sono eponimi di Bro-erec. All’incirca dopo i primi venti anni
del VI secolo, in cui aveva consolidato il suo controllo su una larga porzione di territorio delle Gallie, Waroch/Gwereg potrebbe aver successivamente conquistato ampie porzioni della bassa Loira, almeno fino a Nantes.
Considerando, infatti, che per generazioni i romanzieri cortesi hanno raccontato le gesta di Waroch I sovrapponendolo alla leggendaria figura di Erec di Chrétien de Troyes, sarebbe significativo il fatto che di tutte le località citate nell’Erec et Enide di questo Autore, l’unica e sola che possiede una chiara identificazione geografica è proprio la città di Nantes, dove peraltro si svolgono una cerimonia di incoronazione di Erec e il matrimonio “simbolico” con Enide, personificazione della città di Vannes (Enide>Gwened>Venedis/Vannes).

## Vita privata
Waroch ebbe diversi figli, sebbene non si conosca il nome della moglie:
- Canao I, suo erede alla morte;
- Macliau, vescovo di Vannes, che succedette al fratello;
- Trifina, che sposò Conomor il Maledetto, conte di Poher (secondo la leggenda per evitare una guerra tra quest'ultimo e suo padre);
- Altri tre figli, uccisi da Canao.

Alla morte di Waroch, nacque una grossa disputa tra i suoi discendenti per prenderne il posto. Conomor il Maledetto fu protettore di Macliau rispetto alle aggressioni di Canao. In quanto genero di Waroch, probabilmente rappresentava il membro più anziano di tutta la famiglia.
I rapporti tra Conomor e Waroch precedentemente al matrimonio con Trefina, però, erano stati tutt'altro che pacifici. Ad esempio sembra che l’eremo di San Hernin presso la parrocchia di Duault, non lontano da Carhaix/Vorgium, fu distrutto a causa delle guerre tra “le roi de Bretagne Dumnonée e le Comte de Cournouaille Comorre”, rimanendo per lungo tempo in rovina.
Amico fidato del sovrano e capo dei suoi consiglieri fu San Gildas, che secondo la leggenda cercò anche di convertire il malvagio Conomor il Maledetto, ma non vi riuscì.
La versione armoricana della biografia del santo, venuto in Armorica per trascorrere la vecchiaia, riporta che sarebbe stato invitato da Waroch a riformare un monastero "apud Mons Ruvisium" (si tratta dell’antica abbazia di Saint-Gildas di Rhuys), un promontorio che chiude da sud l’insenatura su cui si affaccia la città di Vannes. In questo periodo, Gildas avrebbe messo pace al conflitto tra Conomor e Waroch attraverso l’alleanza stabilita col matrimonio.

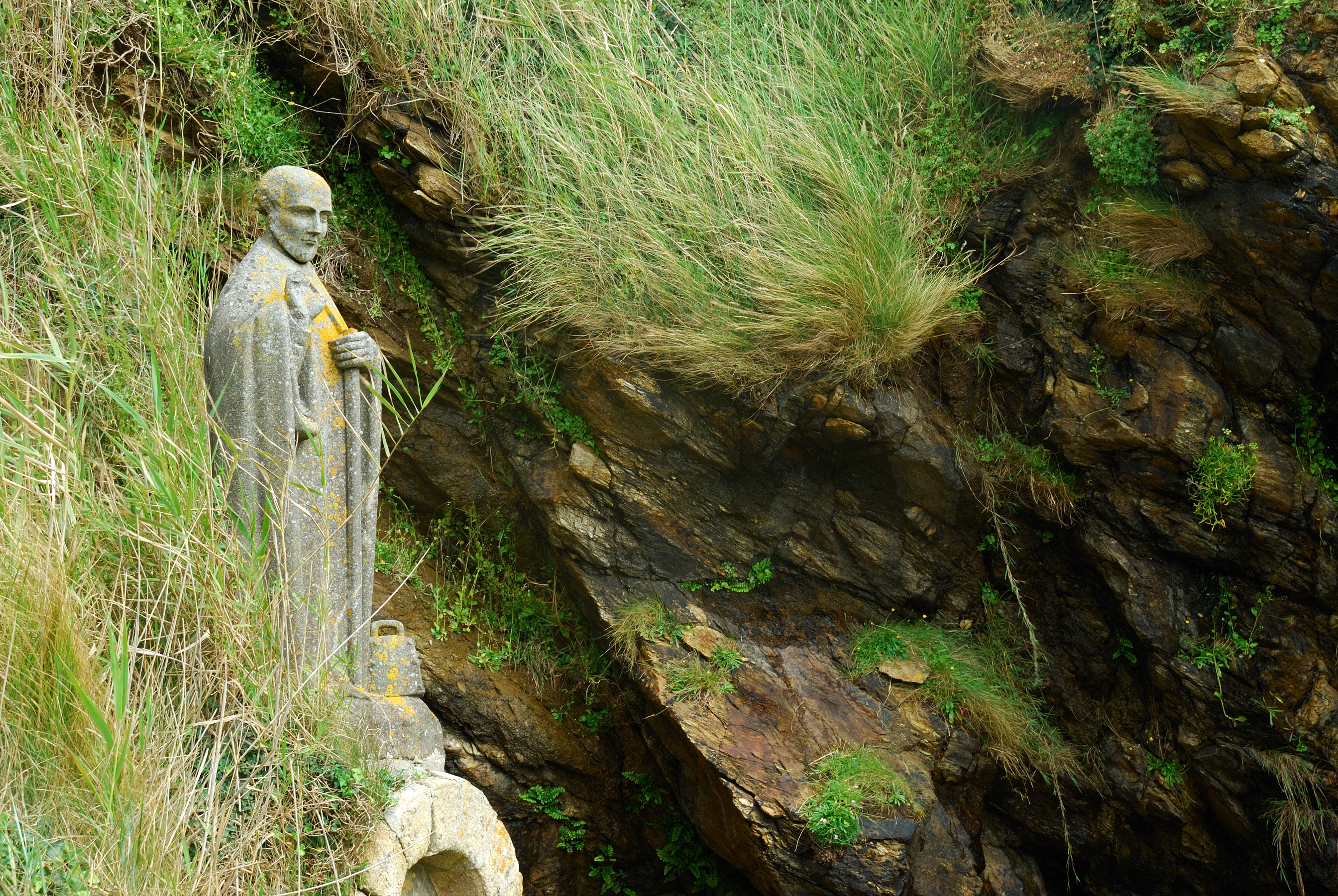
Statua di san Gildas, Saint-Gildas-de-Rhuys.

Nipote di Waroch I è stato Waroch II, figlio di Macliau, che ha poi riconquistato parte dei domini del nonno.
Quando Judael, figliastro di Conomor, ristabilisce (almeno ufficialmente) il potere della propria dinastia sulla Dumnonia armoricana, perderà però molto in altri termini: lo status del Consul rimarrà per sempre compromesso agli occhi dei Franchi. Lui e i suoi discendenti, così come i discendenti di Waroch, non saranno più considerati di pari grado a quello di un re, come accadeva invece al tempo di Childeberto I, ma semplici vassalli sottomessi alla dinastia regnante dei Franchi Salii.
Secondo alcuni autori, la figura di Waroch I potrebbe sovrapporsi con quella di Deroch e, prima di regnare su un così vasto territorio, era rex presso una città romana non meglio identificata, vicino a Tréguier, forse l’antica Grannona (città romana identificata con Guérande). In questo periodo potrebbe aver invitato in Armorica Tugdual, il quale ha fondato Lan Pabu, divenuto Trébabu, nel Léon, e una comunità monastica. Su invito di Deroch/Waroch, Tugdual sarebbe stato promosso vescovo.
Secondo altri autori, invece, le due figure non c'entrano l'una con l'altra: Waroch I era conte del Bro-erec, mentre Deroch era conte della Dumnonia, fondata dal proprio padre Riwal. Inoltre, Deroch e Waroch I sarebbero stati i nonni dello stesso nipote, figlio di Trifina (figlia di Waroch) e di Jonas (figlio di Re Deroch), quello Jonas che fu ucciso da Conomor il Maledetto, sposandone poi la moglie. In questo caso Tugdual non c'entrerebbe direttamente con la storia di Waroch.